# Верашангер
Верашангер (горномар. Вӓрӓшӓнгӹр) — деревня в Горномарийском районе Республики Марий Эл. Входит в состав Еласовского сельского поселения.

## География
Находится в юго-западной части республики Марий Эл на расстоянии приблизительно 21 км на юго-запад от районного центра города Козьмодемьянск.

## История
Известна с 1717 года, когда в общине-деревне «Кого Шудермара» с выселками числился 61 двор (302 человека) ясачных марийцев. В 1795 году в ней (без учёта выселков) было 23 двора. В 1859 году в Кого Шудермара (Вяряшангер) числилось 52 двора (221 человек). В 1897 году в деревне Верашангер было 69 дворов (390 человек), а в 1915 году — 90 дворов с населением в 451 человек. В 1919 году здесь в 93 дворах проживало 427 человек, а в 1925 году — 495 человек. В 2001 году здесь было 73 двора, в том числе 5 пустующих. В советское время работали колхозы «Парижская Коммуна», им. Ленина, «Коммунизм», позднее СПК «Пласовский».

## Население
Население составляло 155 человек (горные мари 95 %) в 2002 году, 139 в 2010.